# What Will We Be
What Will We Be è il settimo album in studio del musicista statunitense Devendra Banhart, pubblicato nel 2009. 

## Tracce
1. Can't Help But Smiling – 2:24
2. Angelika – 3:23
3. Baby – 3:06
4. Goin' Back – 3:44
5. First Song for B – 3:00
6. Last Song for B – 3:02
7. Chin Chin & Muck Muck – 5:25
8. 16th & Valencia, Roxy Music – 3:00
9. Rats – 5:08
10. Maria Lionza – 5:51
11. Brindo – 3:42
12. Meet Me at Lookout Point – 3:40
13. Walilamdzi – 2:11
14. Foolin' – 2:43